# 岩手県立西和賀高等学校
岩手県立西和賀高等学校（いわてけんりつ にしわがこうとうがっこう）は、岩手県和賀郡西和賀町に所在する公立の高等学校。

## 設置学科
- 普通科
  - 普通コース
  - 福祉・情報コース

## 沿革
- 1948年（昭和23年） - 岩手県立黒沢尻第一高等学校川尻分校として開校
- 1954年（昭和29年） - 岩手県立黒沢尻南高等学校川尻分校に名称変更
- 1972年（昭和47年） - 独立校岩手県立西和賀高等学校が開校
- 1995年（平成7年） - 普通科に福祉・情報コースが新設

## 部活動
- 運動部： 硬式野球部、陸上競技部、ボート部、バドミントン部
- 文化部： 吹奏楽部、美術部[2]

## 交通
JR北上線ほっとゆだ駅より町民バスで、｢西和賀高校前｣下車。

## その他
校名の「西和賀」は独立校となった1972年から使用されている。なお、同校所在地の湯田町と沢内村による新設合併によって西和賀町が誕生したのは2005年のことであり、高校名としては町名に先駆ける形で「西和賀」の名称を使い始めたことになる。